# Municipio de La Barca
El municipio de La Barca es uno de los ciento veinticinco municipios que conforman el estado de Jalisco, México. Se localiza en el este del estado, en la Región Ciénega. Su extensión territorial es de 379,48 km². Según el Conteo de Población y Vivienda del 2020, el municipio tiene 67,937 habitantes, que se dedican principalmente al sector terciario. Es cabecera electoral del Distrito XV, que lo conformán 11 municipios: Arandas, Atotonilco el Alto, Ayotlán, La Barca, Degollado, Jalostotitlán, Jamay, Jesús María, San Diego de Alejadría, San Julián, San Miguel el Alto. Es también sede de la región sanitaria IV del estado de Jalisco, que lo conforman todos los municipios de la región ciénega. Es un municipio famoso en la región por su crema, quesos y birria tatemada al estilo La Barca, sus dulces de tamarindo y leche, así como ser el lugar de origen de las famosas cazuelas voladoras, conocidas en todo Jalisco.

## Toponimia
Antiguamente, llevaba el nombre de «Chicunahutenco» o «Chinahuatengo», que significa: ‘en la orilla de las nueve aguas’ (de chicunaui: ‘nueve’, atl: ‘agua’, tentli: ‘orilla’ o ‘labio’, y co: ‘lugar’). El lugar estaba situado a la orilla del río Chicnahua (Río Lerma), el cual era necesario cruzar para ir a Guadalajara; para atravesar el río fue necesaria la construcción de una gran barca, tal que debido al tráfico que esta ruta ya tenía se asentaron unas chozas, las cuales daban el servicio de hospedaje, de los doce días que tardaba el traslado de la Ciudad de México a Guadalajara, por lo que la gran audiencia instruyó la fundación de esta ciudad al capitán español don Simón Jorge de Verapaz. Por lo que se piensa, la población es más antigua de lo que se cree realmente, por la vía comercial y el antecedente prehispánico.

## Historia
Una vez trasladada Guadalajara al Valle de Atemajac, sus habitantes pronto encontraron aceptables mercados y variada proveeduría en la provincia de Michoacán; de ahí que hayan solicitado a la audiencia del reino de la Nueva Galicia comunicación segura y, como presentaba a ello un gran obstáculo el cruce de los ríos Lerma y Santiago, se ordenó que se estableciese una barca o canoa en el Lerma, la misma que recibía el nombre de Santa Mónica de la Barca. Se convirtió en un paso o descanso necesario en el sitio llamado por los arrieros e indios de la comarca, Chicnahuatenco. La necesidad de atender la barca y de proporcionar albergue y alimentación a numerosos caminantes hizo que se levantaran algunas chozas para medio satisfacer las múltiples necesidades de aquellos caminantes.
En abril de 1553, la Real Audiencia Neogallega encomendó su traza y puebla a Simón Jorge de Verapaz, ofreciéndole en propiedad el terreno de El Roble, al igual que licencia para que por la fuerza o voluntad, sacase familias de los pueblos indígenas comarcanos ya sujetos a su majestad. Este hecho tuvo lugar el 4 de mayo de 1553.
El 29 de mayo de 1811, Pedro Celestino Negrete atacó la población. Cerca del poblado, el primero de noviembre de 1812, Encarnación Rosas se enfrentó a los realistas, saliendo airoso. Se asegura que Miguel Hidalgo, al ser derrotado por Félix Calleja el 7 de noviembre de 1810 y de paso a Guadalajara, llegó a La Barca, donde se alojó en una finca del Portal de Morelos que perteneció a Agustín Hernández. En la misma casa, se hospedó en febrero de 1803 el obispo Juan Cruz Ruiz de Cabañas. Entre los años 1862 y 1865, figuró el acaudalado imperialista español Francisco Velarde —apodado «el burro de oro»— que fue fusilado por los republicanos en Zamora (Michoacán). Legó una casa colonial llamada la Moreña, decorada con murales costumbristas, que se conserva como un monumento histórico y centro cultural.

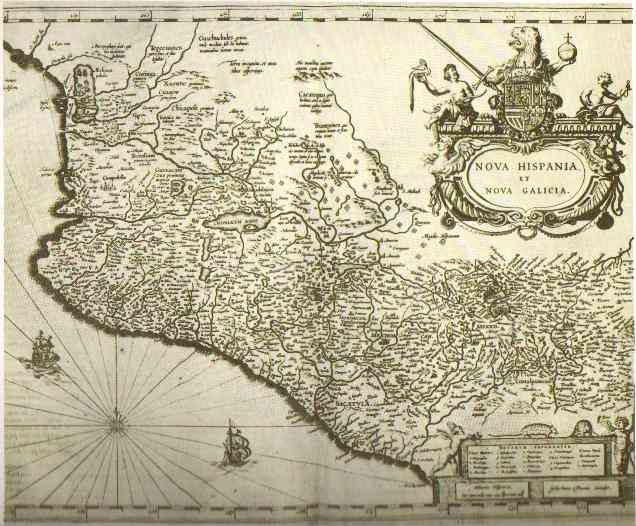
Mapa de la zona occidental del Virreinato, procedente de los atlas de Janssonio y Guiljelmus Blaew del.

El primer departamento de La Barca fue creado por decreto el 27 de marzo de 1824; asimismo, fue capital del 3.er cantón con ayuntamiento; en la misma fecha, se le dio al poblado el título de ciudad.

## Museo «La Moreña»
La finca conocida como La Moreña, es una joya arquitectónica que se ubica a un costado de la plaza principal de La Barca, fue construida en 1855.
El museo cuenta con tres salas de ambientación y muebles del siglo XIX, sala de exposiciones temporales y el archivo del maestro José Luis Razo Zaragoza, especializada en historia del poblado.
El principal atractivo del museo, son los murales que se presentan en los cuatro corredores del patio principal realizados por el maestro Gerardo Suárez, obra inspirada en litografías de Casimiro Castro, publicadas en 1855 en el libro México y sus alrededores, donde se presentan las costumbres citadinas y campiranas del México del siglo XIX.
Cuenta con la amplia sala para exposiciones temporales «Jesús Talavera», en homenaje a este importante museógrafo jalisciense.

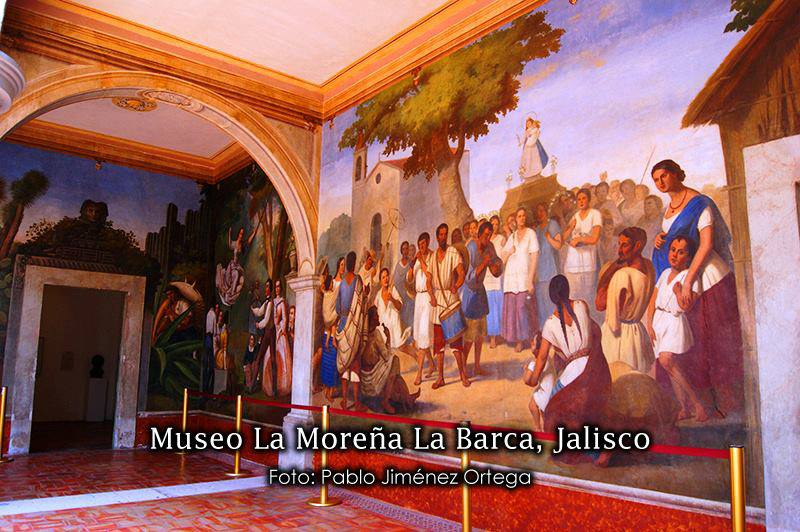
Museo de «La Moreña»

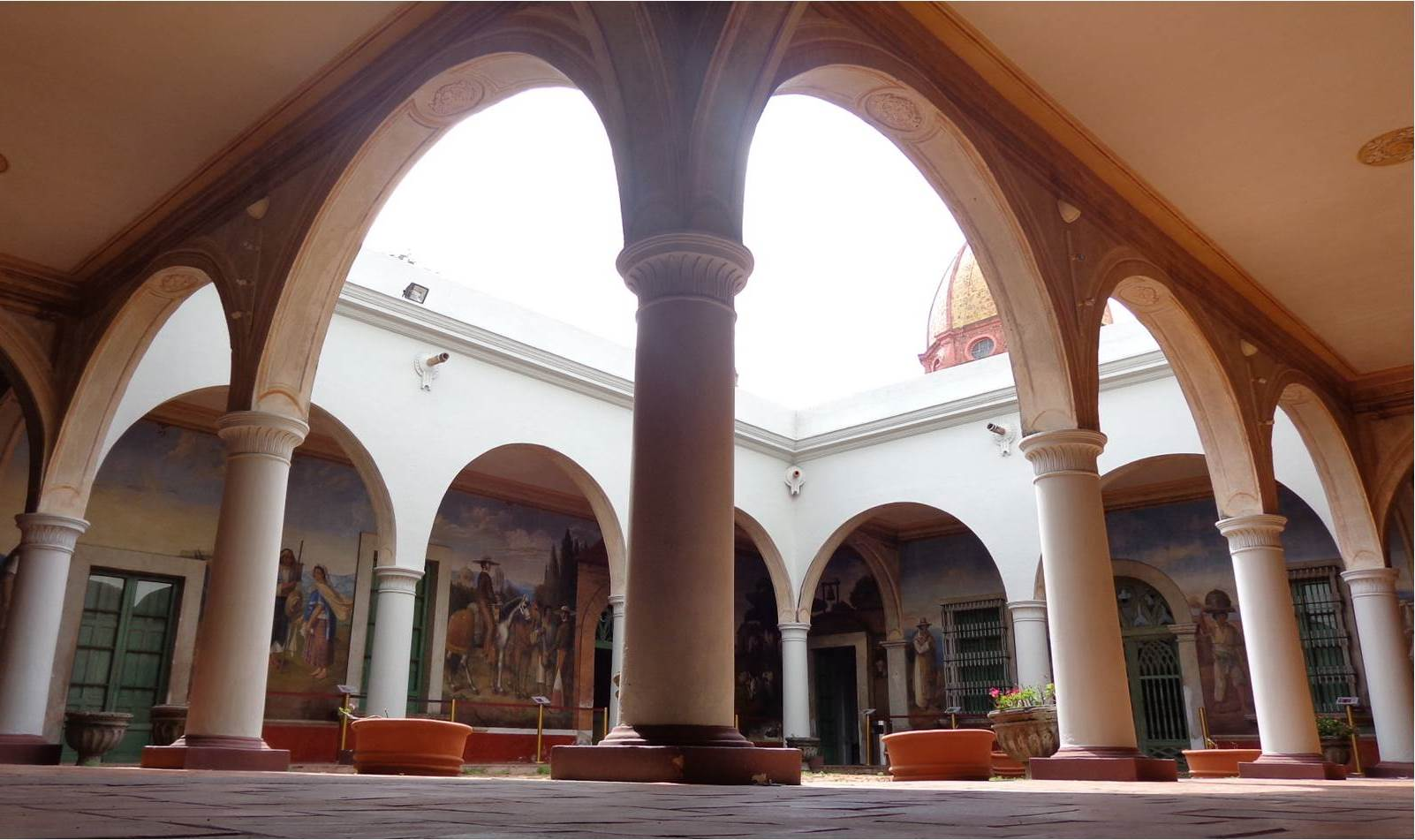
Patio central de La Moreña, La Barca, Jalisco

 Don Francisco Velarde «El Burro de Oro» 

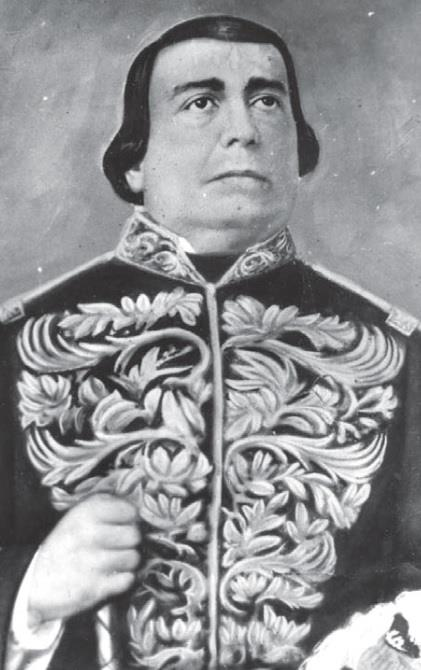
Francisco Velarde "El Burro de Oro"

La historia comienza al nacer el personaje que ocupa en la Guadalajara de comienzos del 1800, primogénito de José Crispín de Velarde, notable abogado y miembro prominente del Real Consulado y de la Diputación Provincial de 1813, y de Josefa de la Mora y Torres, linajuda señora hija a su vez del importante hacendado Juan José de la Mora y Palma, parientes cercanos de la prominente y rica familia de los Villar-Villamil. Ella por sí misma dueña de las más importantes y enormes propiedades y haciendas en la zona comprendida entre La Barca, Jalisco, y Zamora, Michoacán, así como parte del Lago de Chapala, mismas que en su momento heredó nuestro personaje Francisco Velarde, debido a que sus dos únicas hermanas abrazaron a temprana edad la vida conventual.
Velarde a su paso entre Guadalajara y sus vastas propiedades se hizo notable por su boato, elegantes carruajes y gran escolta que siempre le acompañaban, así como su ornamentada forma de vestir. Su tren de vida era tan refinado que pudiera confundirse como ostentoso, así su casa-palacio en la capital tapatía es aún una de las muestras más notables de la arquitectura neoclásica, y ocupa la esquina de las calles de avenida Hidalgo y Pino Suárez, convertida actualmente en una oficina pública. Tanto esta señorial casona como las demás que poseyó en Guadalajara —cabe citar aquí la Quinta Velarde y la espléndida finca de campo en San Pedro Tlaquepaque que hoy ocupa el Museo de la Cerámica—, estaban exquisitamente amuebladas al lujo y estilo europeo, pero mención aparte merece la mansión conocida como La Moreña (nombrada así por el apellido De la Mora) en La Barca, quizá de alguna forma su «casa principal» al igual que La «Hacienda Buenavista» en Vista Hermosa de Negrete en Michoacán.
Allí hizo plasmar los más bellos murales al temple que existen en todo nuestro país, en pasillos y corredores, utilizando temas mexicanísimos debidos al pincel de Gerardo Suárez, el más notable pintor local de la época a que nos referimos (1855). Ello da perfecta muestra del buen gusto que tuvo tanto por lo tradicionalmente mexicano, así como por los muebles, vajillas, espejos y candiles traídos desde París.
Si como dicen aún las malas lenguas, «El Burro de Oro» hubiera sido una persona de escasa cultura y gran presunción, nunca hubiese ordenado realizar semejantes obras de arte en todas y cada una de sus casonas. Esto sólo denota la falsedad de la leyenda urbana creada en torno a él, como un ignorante e iletrado general imperialista y «conservador» de escasa inteligencia y gran fortuna en oro y plata, cuyos sueños de gloria, según se decía, lo llevaron a tener su propio regimiento y a llegar a invitar a conocer sus vastos dominios al emperador Maximiliano de Habsburgo, sueño este último que por cierto nunca se le cumplió.
El trágico final que Velarde sufrió al ser objeto de una emboscada encabezada por el general Manuel Márquez y a consecuencias de sus ideas conservadoras, pues en ese tiempo Benito Juárez y su gente leal del partido liberal enfrentaban una cruenta ofensiva de los enemigos del pueblo Así el opulento Francisco Velarde fue ajusticiado el 14 de junio de 1867 a la edad de 58 años en Zamora, Michoacán, dando inicio a una leyenda.

## Geografía física

### Ubicación
La Barca está situado al este de Jalisco. Sus coordenadas extremas son de los 20° 15′ 30″ a los 20° 26′ 45″ de latitud norte y de los 102° 20′ 40″ a los 102° 21′ 20″ de longitud oeste, a una altitud de 1530 m s. n. m. (metros sobre el nivel del mar).

Regiones de Jalisco.

El municipio limita al norte con los municipios de Ocotlán, Atotonilco el Alto y Ayotlán; al este con el municipio de Ayotlán; al sur con el estado de Michoacán; con los municipios de Briseñas, Vista Hermosa de Negrete, y Tanhuato, al oeste con los municipios de Jamay y Ocotlán. La Barca cuenta con 87 localidades.

### Extensión geográfica
La extensión territorial del municipio de La Barca es de 379.48 km².

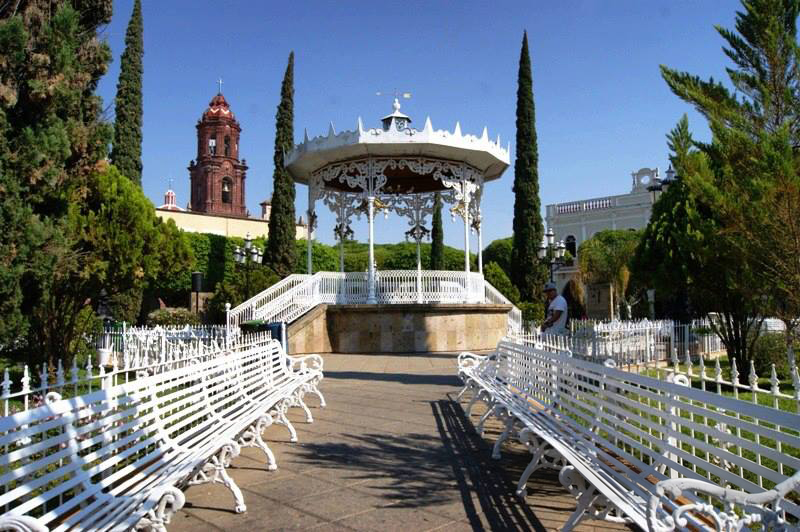
Plaza de Armas de La Barca, Jal.

### Orografía
La mayor parte del municipio está formada por tierras planas (93 %) y en proporción mínima existen zonas semiplanas (2 %) y accidentadas (5 %) formadas por elevaciones de los 1700 a los 2200 m s. n. m. (metros sobre el nivel del mar). Las zonas planas son formadas por elevaciones de los 1600 a los 1700 m s. n. m., mientras que las zonas semiplanas alcanzan alturas de los 1550 a los 1600 m s. n. m.

#### Suelo
El territorio está conformado por terrenos que pertenecen al Período Cuaternario. En la composición de los suelos predominan los tipos vertisol pélico, feozem háplico y cambiasol éutrico. El municipio tiene una superficie territorial de 37 948 ha, de las cuales 29 293 ha son utilizadas con fines agrícolas, 5233 ha en la actividad pecuaria, 900 ha son de uso forestal, 732 ha son suelo urbano y 790 ha tienen otro uso, no especificándose el uso de 1000 ha. En lo que a la propiedad se refiere, una extensión de 9489 ha es privada y otra de 28 459 ha es ejidal, no existiendo propiedad comunal.

### Hidrografía
Sus recursos hidrológicos son proporcionados por los ríos y arroyos que conforman la cuenca Lerma-Chapala-Santiago y a la subcuenca Atotonilco-Turbio. Los ríos que cruzan el municipio son el Lerma, Santa Rita, Paso Blanco; y los arroyos El Tarengo, El Rincón, El Moreno y Canales. Además, cuenta con las presas Calicanto, Don Ramón, La Arcina, Palo Dulce, La Calzada, El Limón, Cuisillos, Nogales y el sistema del Valle de La Barca.

### Clima
El clima es semiseco, con otoño, invierno y primavera secos, y semicálido, sin cambio térmico definido. La temperatura media anual es de 19,7 °C, con máxima de 29,9 °C y mínima de 12,3 °C. El régimen de lluvias se registra entre los meses de junio a octubre, contando con una precipitación media de 862,7 mm. El promedio anual de días con heladas es de 6,6. Los vientos dominantes son en dirección del este al oeste.
| Tabla climatológica de La Barca, Jalisco | Tabla climatológica de La Barca, Jalisco | Tabla climatológica de La Barca, Jalisco | Tabla climatológica de La Barca, Jalisco | Tabla climatológica de La Barca, Jalisco | Tabla climatológica de La Barca, Jalisco | Tabla climatológica de La Barca, Jalisco | Tabla climatológica de La Barca, Jalisco | Tabla climatológica de La Barca, Jalisco | Tabla climatológica de La Barca, Jalisco | Tabla climatológica de La Barca, Jalisco | Tabla climatológica de La Barca, Jalisco | Tabla climatológica de La Barca, Jalisco | Tabla climatológica de La Barca, Jalisco | Tabla climatológica de La Barca, Jalisco | Tabla climatológica de La Barca, Jalisco | Tabla climatológica de La Barca, Jalisco |
| Temperatura (°C) y precipitación (mm)    | Temperatura (°C) y precipitación (mm)    | Temperatura (°C) y precipitación (mm)    | Temperatura (°C) y precipitación (mm)    | Temperatura (°C) y precipitación (mm)    | Temperatura (°C) y precipitación (mm)    | Temperatura (°C) y precipitación (mm)    | Temperatura (°C) y precipitación (mm)    | Temperatura (°C) y precipitación (mm)    | Temperatura (°C) y precipitación (mm)    | Temperatura (°C) y precipitación (mm)    | Temperatura (°C) y precipitación (mm)    | Temperatura (°C) y precipitación (mm)    | Temperatura (°C) y precipitación (mm)    | Temperatura (°C) y precipitación (mm)    | Temperatura (°C) y precipitación (mm)    | Temperatura (°C) y precipitación (mm)    |
| Mes                                      | Ene                                      | Feb                                      | Mar                                      | Abr                                      | May                                      | Jun                                      | Jul                                      | Ago                                      | Sep                                      | Oct                                      | Nov                                      | Dic                                      | Anual                                    |                                          |                                          |                                          |
| ---------------------------------------- | ---------------------------------------- | ---------------------------------------- | ---------------------------------------- | ---------------------------------------- | ---------------------------------------- | ---------------------------------------- | ---------------------------------------- | ---------------------------------------- | ---------------------------------------- | ---------------------------------------- | ---------------------------------------- | ---------------------------------------- | ---------------------------------------- | ---------------------------------------- | ---------------------------------------- | ---------------------------------------- |
| Máxima promedio                          | 23                                       | 25                                       | 27                                       | 30                                       | 31                                       | 30                                       | 26                                       | 27                                       | 26                                       | 26                                       | 26                                       | 24                                       | 27                                       |                                          |                                          |                                          |
| Mínima promedio                          | 6                                        | 7                                        | 9                                        | 11                                       | 13                                       | 16                                       | 16                                       | 16                                       | 16                                       | 13                                       | 8                                        | 7                                        | 11                                       |                                          |                                          |                                          |
| Promedio (2013)                          | 16,8                                     | 18,2                                     | 20,6                                     | 22,8                                     | 24,6                                     | 24,1                                     | 22,1                                     | 22                                       | 21,9                                     | 21,1                                     | 19,4                                     | 17,4                                     | 20,6                                     |                                          |                                          |                                          |
| Precipitación promedio (mm)              | 18                                       | 5                                        | 3                                        | 8                                        | 33                                       | 168                                      | 249                                      | 208                                      | 150                                      | 48                                       | 18                                       | 13                                       | 1049,77                                  |                                          |                                          |                                          |
| Fuentes:,                                |                                          |                                          |                                          |                                          |                                          |                                          |                                          |                                          |                                          |                                          |                                          |                                          |                                          |                                          |                                          |                                          |

### Flora y fauna
La vegetación está compuesta por mezquites, guamúchiles, magueyes, agaves y madroños. La selva baja espinosa cubre las laderas con especies tales como huizache, nopal, palo dulce, granjeno, eucaliptos y otras especies.
El conejo, zorrillos, ardillas y la liebre pueblan este lugar, además de diversas aves, como tordos, gorriones, agraristas, y aves acuáticas como pelícanos borregones, gallaretas, patos, garzas, gallitos, soldaditos, correas, etc.
Actualmente se han establecido granjas acuícolas, en donde se cultivan peces de las variedades de bagre, tilapia, carpa, entre otras.

## Economía
El 23.34 % de los habitantes se dedica al sector primario, el 20.26 % al sector secundario, el 53.59 % al sector terciario y el resto no se específica. El 40.75 % se encuentra económicamente activa. Las principales actividades económicas son: agricultura, ganadería, pesca, servicios y transporte.
- Agricultura: se cultiva maíz, trigo, sorgo, garbanzo y agave.
- Ganadería: se cría ganado bovino, porcino y caprino. Además de aves y colmenas.
- Industria: destaca la industria manufacturera.
- Turismo: posee atractivos arqueológicos, naturales y arquitectónicos.
- Comercio: cuenta con restaurantes, mercado y pequeñas tiendas. Predomina la venta de productos de primera necesidad y los comercios mixtos que venden artículos diversos.
- Servicios: se ofrecen servicios financieros, profesionales, técnicos, comunales, sociales, personales, turísticos y de mantenimiento.

## Infraestructura
Educación
El 90.04 % de la población es alfabeta, de los cuales el 25.22 % terminó la educación primaria. El municipio cuenta con 33 preescolares, 56 primarias, 17 secundarias, 3 bachilleratos, 1 universidad y 5 centros de capacitación para el trabajo.
Salud
La atención a la salud es atendida por: la Secretaría de Salud Jalisco, para ello cuenta con el hospital regional, el centro de salud urbano y es La Barca, cabecera de la Jurisdicción IV de la Secretaría de Salud del estado de Jalisco, el Instituto Mexicano del Seguro Social, que cuenta con una unidad de medicina familiar, el Instituto de Seguridad y Servicios Sociales de los Trabajadores del Estado, clínicas y hospitales particulares. El Sistema para el Desarrollo Integral de la Familia (DIF) se encarga del bienestar social.
Deporte
Cuenta con centros deportivos, tres unidades deportivas en la ciudad, en las que se practica: fútbol, basquetbol, atletismo, voleibol y béisbol. Además cuenta con centro culturales, plaza, museo, parques, jardines y biblioteca.
Vivienda
Cuenta con 15 559 viviendas, las cuales generalmente son privadas. El 97.44 % tiene servicio de electricidad, el 90.23 % tiene servicio de drenaje y agua potable. Su construcción es generalmente a base de ladrillo, concreto y tabique.
Servicios
El municipio cuenta con servicios de agua potable, alcantarillado, alumbrado público, mercados, rastro, cementerios, vialidad, aseo público, seguridad pública, parques, jardines y centros deportivos.
El 97.9 % de los habitantes disponen de agua potable; en alcantarillado la cobertura es del 94.9 %, y en el servicio de energía eléctrica el 98.8 %.
Medios y vías de comunicación
Cuenta con servicio de correo, fax, telégrafo, Internet de alta velocidad, teléfono, radio, celulares, televisión y antenas repetidoras, servicio de radiotelefonía. La transportación se efectúa a través de la autopista de cuota número 15D Nogales-Guadalajara-La Barca-México, carretera federal número 35 Zamora-La Barca-Guadalajara, carretera estatal 307 La Barca-Encarnación de Díaz, carretera estatal 114 La Barca-Yurecuaro, y la carretera federal 110 que termina en Manzanillo. Existe una aeropista en el municipio. El municipio cuenta, además, con una red de carreteras rurales que comunican las localidades del interior del municipio.
Cuenta con transportación ferroviaria, la cual se realiza mediante la ruta México-Guadalajara, cuenta con tres estaciones en el municipio. La transportación se realiza en autobuses públicos o vehículos de alquiler y particulares.

## Demografía
Según el III Conteo de Población y Vivienda de 2010, el municipio tiene 64 274 habitantes, de los cuales 30 936 son varones y 33 338 son mujeres. Se ha creado la zona conurbada interestatal con las poblaciones de Briseñas de Matamoros, y El Paso de Hidalgo, pertenecientes al municipio de Briseñas, en el estado de Michoacán, con las cuales la población es de 48 987 habitantes, el 0.69 % de la cual es indígena.
| 46 666                     | 52 845 | 59 086 | 59 990 | 64 274 | 67 937 |
| (Fuente: [cita requerida]) |        |        |        |        |        |

### Localidades
En el censo de 2020 el municipio de La Barca contaba con 76 localidades.

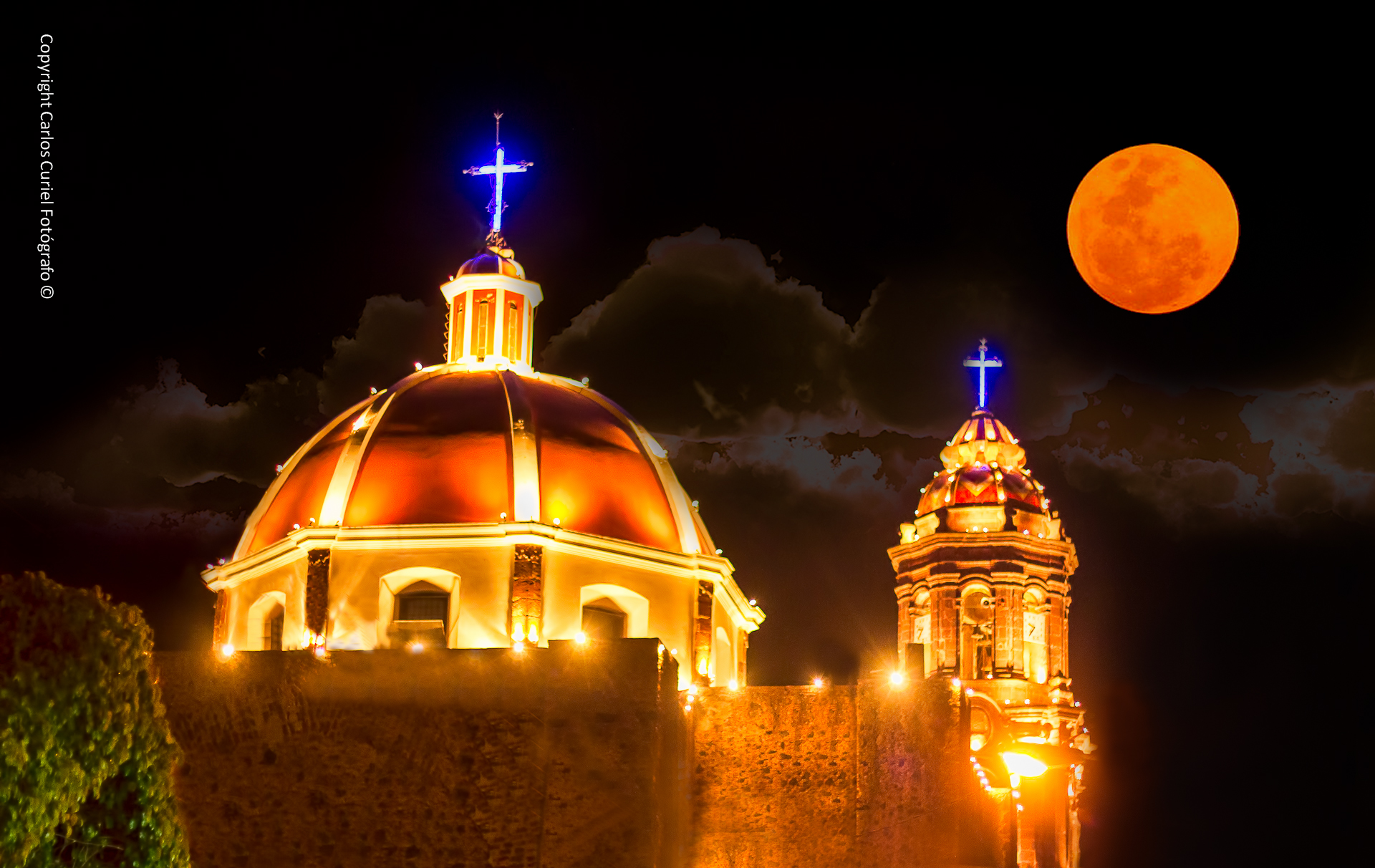
Parroquia Santa Mónica

| Código INEGI      | Localidad               | Población (2020) |
| ----------------- | ----------------------- | ---------------- |
| 140180001         | La Barca                | 38 780           |
| 140180027         | Portezuelo              | 2 797            |
| 140180060         | Villa de García Márquez | 2 373            |
| 140180031         | San Antonio de Rivas    | 2 352            |
| 140180040         | Zalamea                 | 2 278            |
| 140180033         | San José Casas Caídas   | 1 921            |
| 140180032         | San Francisco de Rivas  | 1 426            |
| 140180034         | San José de las Moras   | 1 343            |
| 140180017         | Guadalupe del Lerma     | 1 316            |
| 140180023         | El Loreto Occidental    | 1 301            |
| 140180009         | El Carmen               | 1 133            |
| 140180037         | San Ramón               | 1 089            |
| 140180015         | El Gobernador           | 1 020            |
| Otras localidades | Otras localidades       | 8 808            |
| Total municipal   | Total municipal         | 67 937           |

### Religión
El 98.08 % profesa la religión católica; también hay creyentes de los Testigos de Jehová, mormones, adventistas, evangélicos, y creyentes de otras religiones. El 0.32 % de los habitantes manifestaron no practicar religión alguna.

### Parroquia Santa Mónica
Es una verdadera obra de arte de la arquitectura local, que data del siglo XVIII. Su fachada es de cantera rosa; su portada se muestra cuatro nichos, ubicados dos a cada lado de la entrada, con esculturas de San Pedro, San Pablo, Santa Mónica y San Agustín. Al centro, arriba, exhibe un excelente altorrelieve de la Virgen de Guadalupe. Este templo que está dedicado a la patrona de La Barca, se comenzó a construir en 1780 por iniciativa de los padres agustinos, terminándose en 1797. En 1937, se reconstruyó la torre del campanario y se cubrió de azulejos la cúpula, dándole un atractivo especial.

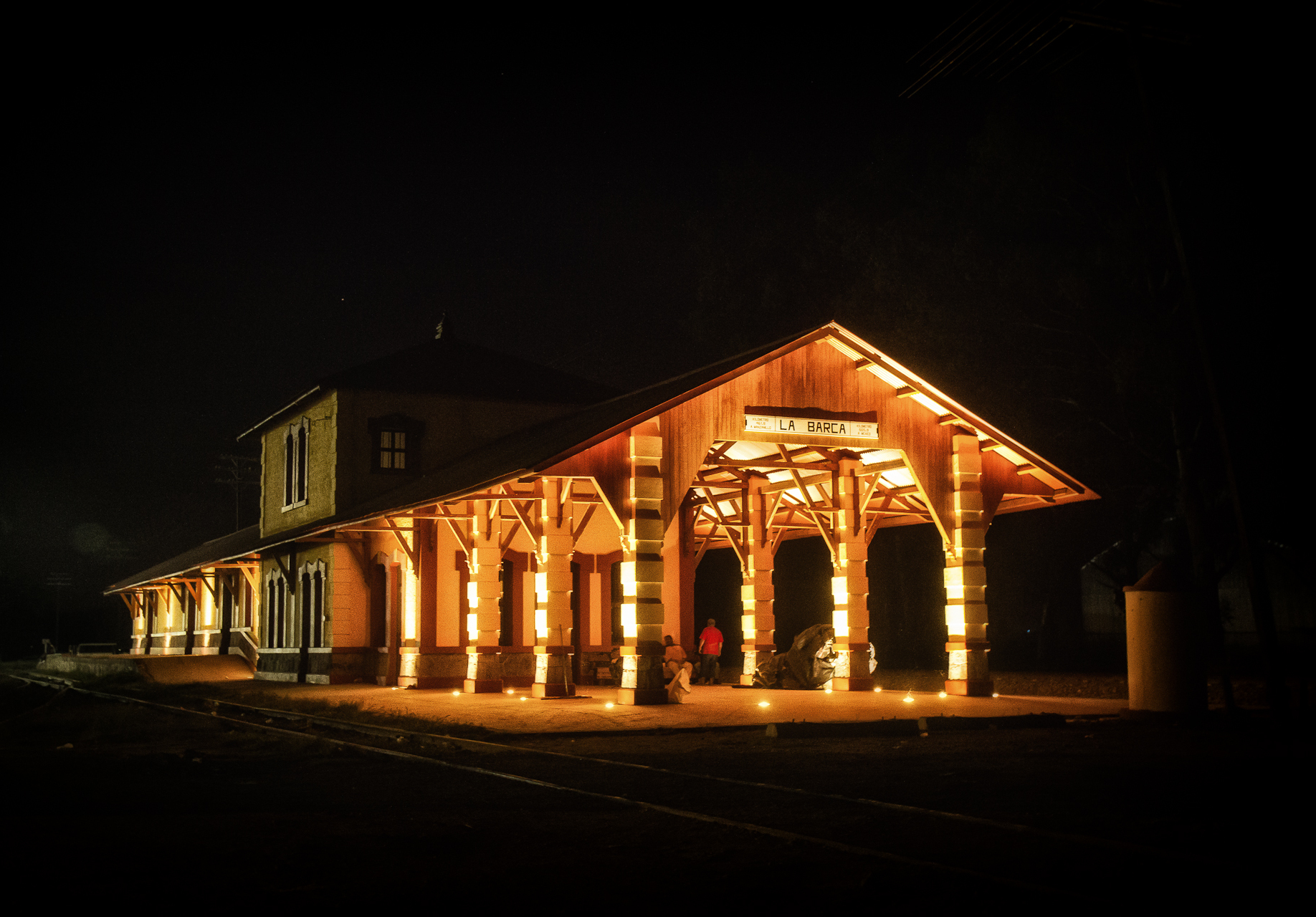
Estación del Tren

Festividades religiosas (católicas)
- Fiesta a la Virgen de Guadalupe: del 1 al 12 de diciembre.
- Fiesta de San Nicolás de Tolentino: 10 de septiembre.
- Fiesta al Señor de las sorpresas: triduo del 24 al 26 de octubre.
- Fiesta a San Pedro apóstol: el 29 de junio.
- Fiestas Patrias: el 15 y 16 de septiembre.
- Fiestas a San Juan Bosco: el 31 de enero.
- Fiestas a la Santa Cruz: el 3 de mayo.
- Fiestas a Santa Mónica: el 27 de agosto.
- Fiestas de San Judas Tadeo del 20 al 28 de octubre (Colonia Camino Real, La Barca, Jal).

## Cultura

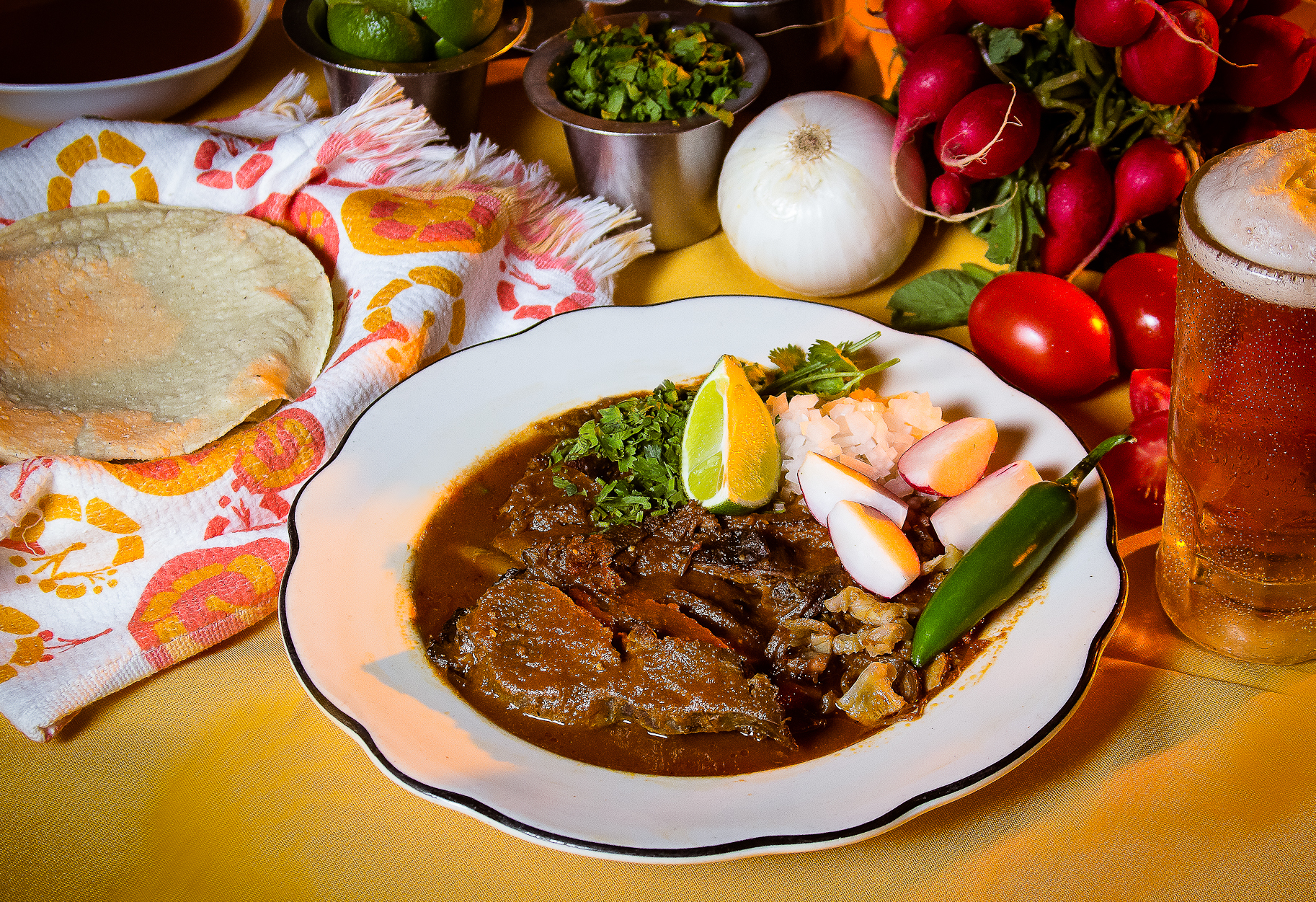
Birria Tatemada, La Barca, Jalisco.

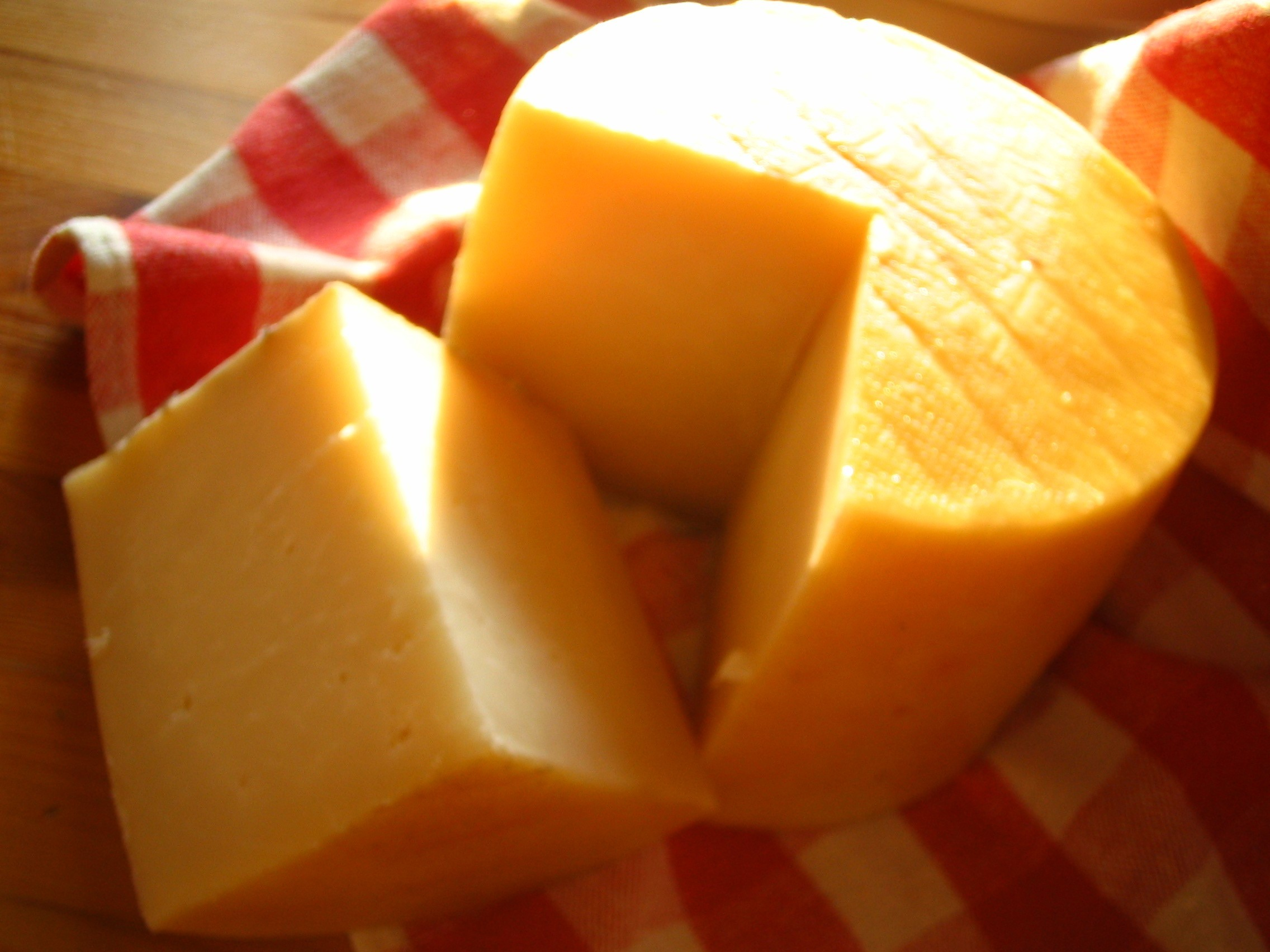
El municipio es famoso por crema y por su queso

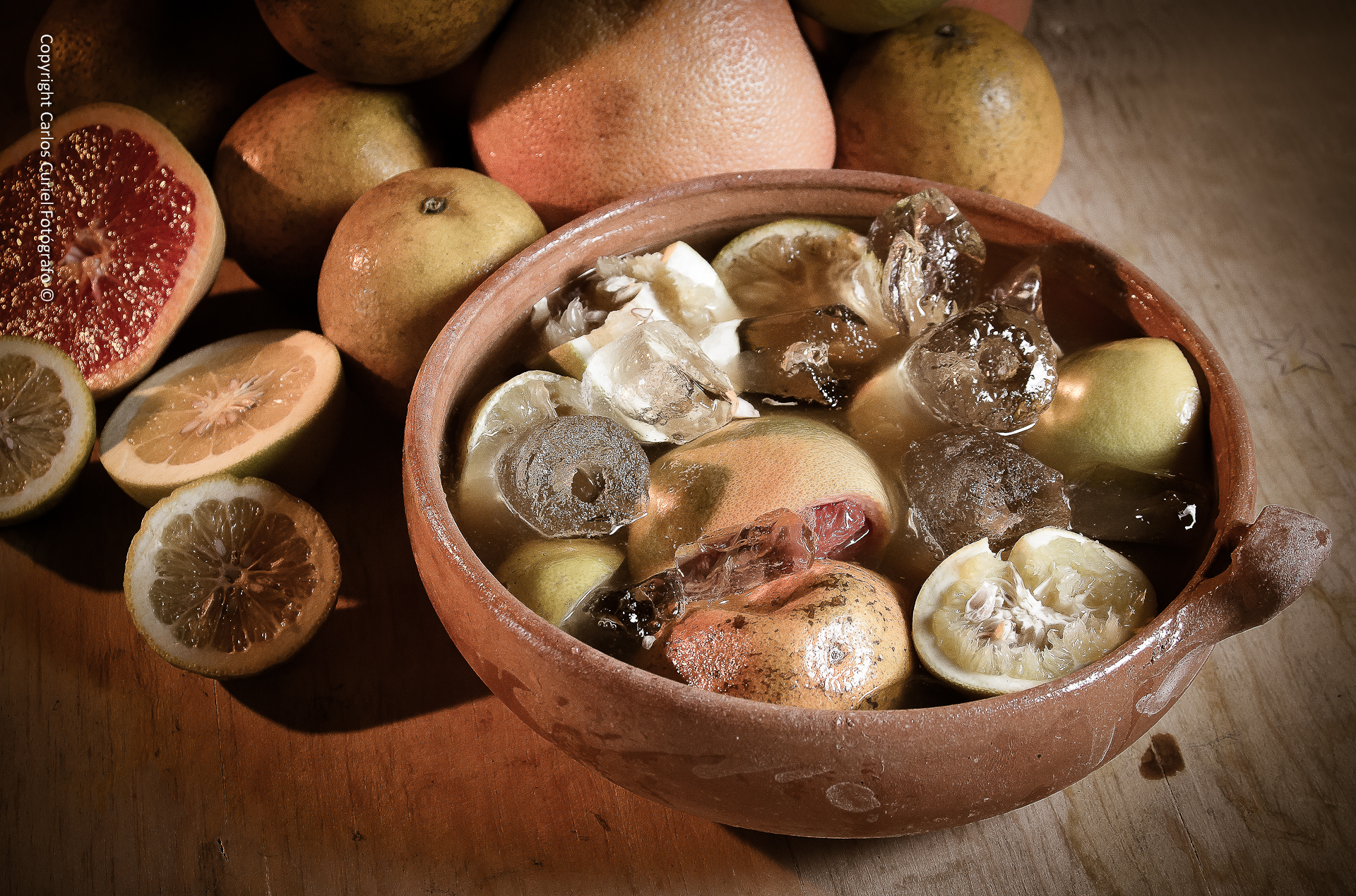
Cazuelas Voladoras

- Gastronomía: destacan la birria tatemada de chivo, el caldo michi (pescado), crema, quesos y la cecina; de sus bebidas las internacionalmente famosas "cazuelas voladoras" (bebida a base de jugo de cítricos, refresco de cola y aguardiente blanco madero, servida con hielo en trozo en cazuelas de barro).
- Arqueología: zona arqueológica Las Calles, se localiza junto al cerro de Portezuelo; se encuentran vestigios de lo que pudo haber sido un centro ceremonial o una fortaleza, tiene una antigüedad de 2000 a 2500 años.
- Pintura: destacan los murales del pintor jalisciense Gerardo Suárez, entre ellos: Paseo a Xochimilco, Bailadores de Jarabe, La Procesión, Día de Campo Aristocrático, Indios del Sudeste, Los Infantes, La Vendimia, Esquina del Banco Nacional de México, El Salto del Agua, Danza Criolla, Jaripeo, La Ordeña, Los Chinacos, Tianguis, Peregrinación, Vendedores Ambulantes, Plaza de Santo Domingo de la Ciudad de México, Indios Oaxaqueños, Lavandera y La Capilla.
- Artesanías: objetos de cerámica, talabartería, muebles de madera a talla y artículos de piel, herrería, zapatería y huaraches.

## Sitios turísticos
| - Plaza de Armas - Parroquia Santa Mónica de La Barca - Templo de San Nicolás Tolentino - Museo «La Moreña» - Estación del Tren - Monumento a la Madre - Restaurante «Hacienda San Javier» - Restaurante «La Barca» - Andador La Barca-Briseñas - Arroyo de Comala - Andador del Bordo del Río Lerma - Hotel Real de la Barca |

## Gobierno
Su forma de gobierno es democrática y depende del gobierno estatal y federal; se realizan elecciones cada 3 años, en donde se elige al presidente municipal y su gabinete.
El municipio cuenta con 72 localidades, siendo las más importantes: La Barca (cabecera municipal), Portezuelo, San José Casas Caídas, El Carmen, La Paz de Ordáz, San Francisco de Rivas y Villa García Márquez.